# Ga Đại lộ vòng cung
Ga Đại lộ vòng cung là một trong các nhà ga của Tuyến số 2 nằm tại thành phố Thủ Đức, Thành phố Hồ Chí Minh.
Nhà ga nằm trên đường Đại lộ vòng cung và quảng trường Thủ Thiêm, phía Đông và Tây giáp quảng trường Thủ Thiêm, phía Nam giáp Hầm Thủ Thiêm, phía Bắc giáp cầu Thủ Thiêm 2.